# Трансадриатически газопровод
Трансадриатическият тръбопровод е проект за газопровод с дължина 520 км, предвиждан да транспортира природен газ от Каспийския регион и Близкия изток до Южна Европа.
Газопроводът ще започва от Гърция, ще преминава през територията на Албания и Адриатическо море до Италия и ще продължава до Западна Европа. Предвижда се чрез този проект да се повиши безопасността и диверсификацията на доставките на газ за европейския пазар. Първоначалният източник за запълване на Трансадриатическия газопровод в обем от 10 млрд. куб. м ще са находищата на газ в района на Каспийско море, най-вече от находището „Шах Дениз 2“ в Азербайджан.
Проектът за Трансадриатическия газопровод се поддържа от Европейския съюз като част от планирания Южен газов коридор на Европа. В рамките на проекта се предвижда и разширяване на възможностите за съхраняване на природен газ в Албания, за да се гарантира безопасността на доставките по време на плановото спиране на работата на газопровода.